# Qendër Bulgarec
Qendër Bulgarec là một xã trong quận Korçë thuộc hạt Korçë, Albania. Dân số năm 2005 là 10386 người.